# 小行星8761
小行星8761（8761 Crane）是一颗绕太阳运转的小行星，为主小行星带小行星。该小行星于1971年3月25日发现。

## 轨道参数
小行星8761的轨道半长轴为2.2420384 UA，离心率为0.091。